# Дискография The Weeknd
Дискография канадского автора-исполнителя The Weeknd состоит из шести студийных альбомов, трёх микстейпов, трёх мини-альбомов, трёх сборников (в том числе двух сборников лучших хитов), двух саундтреков, одного концертного альбома, 70 синглов (в том числе 20 в качестве приглашённого исполнителя) и шести промосинглов (в том числе двух в качестве приглашённого исполнителя). По данным Американской ассоциации звукозаписывающих компаний (RIAA), по состоянию на февраль 2021 года количество сертифицированных альбомных эквивалентов The Weeknd в США составляет 12,5 миллионов, а цифровых синглов — 83 миллиона, если исходить из чистых продаж и стриминговых прослушиваний.
В 2011 году The Weeknd выпустил три микстейпа: House of Balloons, Thursday и Echoes of Silence, первый из которых был удостоен серебряной сертификации в Великобритании. В 2012 году он подписал контракт с Republic Records и выпустил Trilogy — сборник, состоящий из трёх микстейпов, выпущенных им годом ранее. Trilogy попал в пятёрку лучших в альбомных чартах и был удостоен мультиплатиновой сертификации в Канаде и США. Из альбома было выпущено три сингла, все из них были удостоены платиновой или более высокой сертификации в США: «Wicked Games», «Twenty Eight» и «The Zone» при участии Дрейка. Его дебютный студийный альбом Kiss Land занял второе место в чартах альбомов Канады и США.
В 2014 году The Weeknd записал совместный сингл «Love Me Harder» с певицей Арианой Гранде для её альбома My Everything, а также сингл «Earned It» для саундтрека к фильму «Пятьдесят оттенков серого». Оба сингла вошли в десятку лучших в чартах синглов Канады и США. Его второй студийный альбом Beauty Behind the Madness, выпущенный в 2015 году, занял первое место в чартах альбомов Австралии, Канады, Швеции, Великобритании и США. В поддержку альбома были выпущены синглы «The Hills» и «Can’t Feel My Face», занявшие первые места в американском чарте Billboard Hot 100. По состоянию на 2017 год альбом был продан тиражом более одного миллиона копий в США и 3,6 миллиона копий по всему миру. Песня «The Hills» была удостоена 11-кратной платиновой сертификации в США.
В 2016 году вышел третий студийный альбом The Weeknd Starboy, который занял первое место в чартах Австралии, Канады, Дании, Новой Зеландии и США. В его поддержку были выпущены синглы «Starboy», «I Feel It Coming» и «Die for You», первые два из которых записаны при участии дуэта Daft Punk, они достигли вершин в чартах и были удостоены бриллиантовой сертификации во Франции. Эти три сингла также были удостоены мультиплатиновой сертификации в Австралии, Канаде, Швеции и США, прочие синглы из альбома также имели определённый успех. В 2018 году The Weeknd выпустил мини-альбом под названием My Dear Melancholy, из которого вышел сингл «Call Out My Name», занявший первое место в Канаде. Совместно с американским рэпером Кендриком Ламаром он записал мультиплатиновый сингл «Pray for Me» для саундтрека к фильму «Чёрная пантера»..
20 марта 2020 года The Weeknd выпустил свой четвёртый студийный альбом под названием After Hours. Песня «Blinding Lights», ставшая хитом, установила рекорд по числу недель в топ-5 (43), топ-10 (57) и топ-100 (90) чарта Billboard Hot 100 на момент своего выхода и стала лучшим синглом 2020 года в Billboard Hot 100. Позднее песня была признана Billboard величайшим хитом Hot 100 всех времён. After Hours занял первое место в альбомных чартах многих стран, включая Австралию, Канаду, Нидерланды, Швецию, Великобританию и США, из него вышли синглы «Heartless» и «Save Your Tears», занявшие первое место в США и попавшие в десятку лучших в Канаде. 7 января 2022 года The Weeknd выпустил свой пятый студийный альбом Dawn FM. Ведущий сингл, «Take My Breath», который был выпущен 6 августа 2021 года, занял шестое место в Billboard Hot 100 в США. В число других синглов с альбома, добившихся определённого успеха, вошли «Sacrifice», «Out of Time» и «Less than Zero». Позже в том же году Weeknd выпустил совместную работу с Metro Boomin и 21 Savage «Creepin’», которая достигла третьего места в Hot 100 в следующем году.

## Альбомы

### Студийные альбомы
| Название                                                                                 | Детали альбома                                                                                             | Высшие позиции в чартах | Высшие позиции в чартах | Высшие позиции в чартах | Высшие позиции в чартах | Высшие позиции в чартах | Высшие позиции в чартах | Высшие позиции в чартах | Высшие позиции в чартах | Высшие позиции в чартах | Высшие позиции в чартах | Продажи                                    | Сертификации |
| Название                                                                                 | Детали альбома                                                                                             | CAN                     | AUS                     | DEN                     | FRA                     | GER                     | NLD                     | NZ                      | SWE                     | UK                      | US                      | Продажи                                    | Сертификации |
| ---------------------------------------------------------------------------------------- | --- | ----------------------- | ----------------------- | ----------------------- | ----------------------- | ----------------------- | ----------------------- | ----------------------- | ----------------------- | ----------------------- | ----------------------- | ------------------------------------------ | --- |
| Kiss Land                                                                                | - Выпущен: 10 сентября 2013 - Лейбл: XO, Republic - Форматы: CD, LP, цифровое скачивание, стриминг         | 2                       | 30                      | 6                       | 93                      | 93                      | 52                      | —                       | 60                      | 12                      | 2                       | - США: 95,000                              | - MC: платиновый - BPI: серебряный - RIAA: золотой |
| Beauty Behind the Madness                                                                | - Выпущен: 28 августа 2015 - Лейбл: XO, Republic - Форматы: CD, LP, цифровое скачивание, стриминг, кассета | 1                       | 1                       | 2                       | 6                       | 7                       | 2                       | 2                       | 1                       | 1                       | 1                       | - США: 1,230,000 - Великобритания: 600,000 | - MC: 7× платиновый - ARIA: 2× платиновый - BPI: 2× платиновый - BVMI: золотой - IFPI DEN: 4× платиновый - IFPI SWE: платиновый - RIAA: 6× платиновый                               |
| Starboy                                                                                  | - Выпущен: 25 ноября 2016 - Лейбл: XO, Republic - Форматы: CD, LP, цифровое скачивание, стриминг, кассета  | 1                       | 1                       | 1                       | 14                      | 10                      | 3                       | 5                       | 1                       | 5                       | 1                       | - США: 484,000 - Великобритания: 461,000   | - MC: 7× платиновый - ARIA: платиновый - BPI: 2× платиновый - BVMI: золотой - IFPI: 4× платиновый - IFPI: 2× платиновый - RIAA: 4× платиновый - SNEP: 3× платиновый                 |
| After Hours                                                                              | - Выпущен: 20 марта 2020 - Лейбл: XO, Republic - Форматы: CD, LP, цифровое скачивание, стриминг, кассета   | 1                       | 1                       | 1                       | 2                       | 5                       | 1                       | 1                       | 1                       | 1                       | 1                       | - Канада: 54,000 - США: 586,000            | - MC: 5× платиновый - ARIA: платиновый - BPI: платиновый - BVMI: золотой - IFPI: 4× платиновый - IFPI: 2× платиновый - RIAA: 3× платиновый - RMNZ: платиновый - SNEP: 3× платиновый |
| Dawn FM                                                                                  | - Выпущен: 7 января 2022 - Лейбл: XO, Republic - Форматы: CD, LP, цифровое скачивание, стриминг, кассета   | 1                       | 1                       | 2                       | 3                       | 5                       | 1                       | 1                       | 1                       | 1                       | 2                       | - США: 148,000                             | - MC: платиновый - BPI: золотой - IFPI: золотой - RMNZ: золотой - SNEP: платиновый                                                                                                  |
| Hurry Up Tomorrow                                                                        | - Выпущен: 31 января 2025 - Лейбл: XO, Republic - Форматы: CD, LP, цифровое скачивание, стриминг           | 1                       | 1                       | 1                       | 1                       | 1                       | 1                       | 1                       | 3                       | 1                       | 1                       | - США: 359,000                             | |
| «-» обозначает альбом, который не попал в чарты или не был выпущен на данной территории. | |                         |                         |                         |                         |                         |                         |                         |                         |                         |                         |                                            | |

### Концертные альбомы
| Название             | Детали альбома                                                                         |
| -------------------- | -------------------------------------------------------------------------------------- |
| Live at SoFi Stadium | - Выпущен: 3 марта 2023 - Лейбл: XO, Republic - Форматы: цифровое скачивание, стриминг |

### Микстейпы
| Название          | Детали альбома                                                                                  | Высшие позиции в чартах | Высшие позиции в чартах | Сертификации                    |
| Название          | Детали альбома                                                                                  | US                      | BEL (WA)                | Сертификации                    |
| ----------------- | ----------------------------------------------------------------------------------------------- | ----------------------- | ----------------------- | ------------------------------- |
| House of Balloons | - Выпущен: 21 марта 2011 - Лейбл: XO - Format: цифровое скачивание, CD, LP, стриминг, кассета   | 113                     | 40                      | - MC: платиновый - BPI: золотой |
| Thursday          | - Выпущен: 18 августа 2011 - Лейбл: XO - Format: цифровое скачивание, CD, LP, стриминг, кассета | —                       | —                       |                                 |
| Echoes of Silence | - Выпущен: 21 декабря 2011 - Лейбл: XO - Format: цифровое скачивание, CD, LP, стриминг, кассета | —                       | —                       |                                 |

### Сборники
| Название                                                                                 | Детали альбома | Высшие позиции в чартах | Высшие позиции в чартах | Высшие позиции в чартах | Высшие позиции в чартах | Высшие позиции в чартах | Высшие позиции в чартах | Высшие позиции в чартах | Высшие позиции в чартах | Высшие позиции в чартах | Продажи        | Сертификации                                                                                               |
| Название                                                                                 | Детали альбома | CAN                     | AUS                     | DEN                     | FRA                     | GER                     | NLD                     | NZ                      | UK                      | US                      | Продажи        | Сертификации                                                                                               |
| ---------------------------------------------------------------------------------------- | --- | ----------------------- | ----------------------- | ----------------------- | ----------------------- | ----------------------- | ----------------------- | ----------------------- | ----------------------- | ----------------------- | -------------- | --- |
| Trilogy                                                                                  | - Выпущен: 8 ноября 2012 - Лейбл: XO, Republic - Форматы: CD, LP, цифровое скачивание, стриминг                                      | 5                       | 93                      | 22                      | 128                     | 90                      | 48                      | —                       | 37                      | 4                       | - США: 558,000 | - MC: 3× платиновый - BPI: золотой - IFPI: платиновый - RIAA: 3× платиновый                                |
| The Weeknd in Japan                                                                      | - Выпущен: 21 ноября 2018(только в Японии) - Лейбл: XO, Republic, Universal Music Japan - Форматы: CD, цифровое скачивание, стриминг | —                       | —                       | —                       | —                       | —                       | —                       | —                       | —                       | —                       |                | |
| The Highlights                                                                           | - Выпущен: 5 февраля 2021 - Лейбл: XO, Republic - Форматы: CD, LP, цифровое скачивание, стриминг                                     | 1                       | 2                       | 27                      | 4                       | 13                      | 29                      | 1                       | 2                       | 2                       |                | - MC: 3× платиновый - ARIA: 3× платиновый - BPI: 2× платиновый - RMNZ: 4× платиновый - SNEP: 2× платиновый |
| «-» обозначает альбом, который не попал в чарты или не был выпущен на данной территории. | |                         |                         |                         |                         |                         |                         |                         |                         |                         |                | |

### Саундтреки
| Название                                              | Детали альбома                                                        | Высшие позиции в чартах | Высшие позиции в чартах | Высшие позиции в чартах | Высшие позиции в чартах | Высшие позиции в чартах | Высшие позиции в чартах | Высшие позиции в чартах | Высшие позиции в чартах | Высшие позиции в чартах | Высшие позиции в чартах | Продажи | Сертификации |
| Название                                              | Детали альбома                                                        | CAN                     | AUS                     | DEN                     | FRA                     | GER                     | NLD                     | NZ                      | SWE                     | UK                      | US                      | Продажи | Сертификации |
| ----------------------------------------------------- | --------------------------------------------------------------------- | ----------------------- | ----------------------- | ----------------------- | ----------------------- | ----------------------- | ----------------------- | ----------------------- | ----------------------- | ----------------------- | ----------------------- | ------- | ------------ |
| «Аватар: Путь воды» (совместно с Саймоном Фрэнгленом) | - Выпущен: 15 декабря 2022 - Лейбл: Hollywood - Форматы: LP, стриминг | —                       | —                       | —                       | 137                     | —                       | —                       | —                       | —                       | —                       | —                       |         |              |

## Мини-альбомы
| Название               | Детали мини-альбома                                                                             | Высшие позиции в чартах | Высшие позиции в чартах | Высшие позиции в чартах | Высшие позиции в чартах | Высшие позиции в чартах | Высшие позиции в чартах | Высшие позиции в чартах | Высшие позиции в чартах | Высшие позиции в чартах | Высшие позиции в чартах | Продажи        | Сертификации                                                          |
| Название               | Детали мини-альбома                                                                             | CAN                     | AUS                     | DEN                     | FRA                     | GER                     | NLD                     | NZ                      | SWE                     | UK                      | US                      | Продажи        | Сертификации                                                          |
| ---------------------- | ----------------------------------------------------------------------------------------------- | ----------------------- | ----------------------- | ----------------------- | ----------------------- | ----------------------- | ----------------------- | ----------------------- | ----------------------- | ----------------------- | ----------------------- | -------------- | --------------------------------------------------------------------- |
| My Dear Melancholy,    | - Выпущен: 30 марта 2018 - Лейбл: XO, Republic - Форматы: CD, LP, цифровое скачивание, стриминг | 1                       | 3                       | 1                       | 17                      | 7                       | 3                       | 2                       | 1                       | 3                       | 1                       | - США: 117,000 | - MC: платиновый - BPI: золотой - IFPI: платиновый - RIAA: платиновый |
| After Hours (Remixes)  | - Выпущен: 3 апреля 2020 - Лейбл: XO, Republic - Форматы: LP, цифровое скачивание, стриминг     | —                       | —                       | —                       | —                       | —                       | —                       | —                       | —                       | —                       | —                       |                |                                                                       |
| The Dawn FM Experience | - Выпущен: 26 февраля 2022 - Лейбл: XO, Republic - Форматы: цифровое скачивание, стриминг       | —                       | —                       | —                       | —                       | —                       | —                       | —                       | —                       | 92                      | —                       |                |                                                                       |

## Синглы

### Как ведущий исполнитель
| Название                                                                                | Год  | Высшие позиции в чартах | Высшие позиции в чартах | Высшие позиции в чартах | Высшие позиции в чартах | Высшие позиции в чартах | Высшие позиции в чартах | Высшие позиции в чартах | Высшие позиции в чартах | Высшие позиции в чартах | Высшие позиции в чартах | Сертификации | Альбом                                                           |
| Название                                                                                | Год  | CAN                     | AUS                     | DEN                     | FRA                     | GER                     | NLD                     | NZ                      | SWE                     | UK                      | US                      | Сертификации | Альбом                                                           |
| --------------------------------------------------------------------------------------- | ---- | ----------------------- | ----------------------- | ----------------------- | ----------------------- | ----------------------- | ----------------------- | ----------------------- | ----------------------- | ----------------------- | ----------------------- | --- | ---------------------------------------------------------------- |
| «Wicked Games»                                                                          | 2012 | 43                      | —                       | —                       | —                       | —                       | —                       | —                       | —                       | —                       | 53                      | - MC: 2× платиновый - BPI: золотой - IFPI: золотой - RIAA: 3× платиновый | Trilogy                                                          |
| «Twenty Eight»                                                                          | 2012 | —                       | —                       | —                       | —                       | —                       | —                       | —                       | —                       | 150                     | —                       | - RIAA: платиновый | Trilogy                                                          |
| «The Zone» (при участии Дрейка)                                                         | 2012 | —                       | —                       | —                       | —                       | —                       | —                       | —                       | —                       | —                       | —                       | - RIAA: платиновый | Trilogy                                                          |
| «Kiss Land»                                                                             | 2013 | —                       | —                       | —                       | —                       | —                       | —                       | —                       | —                       | —                       | —                       | | Kiss Land                                                        |
| «Belong to the World»                                                                   | 2013 | —                       | —                       | —                       | —                       | —                       | —                       | —                       | —                       | —                       | —                       | | Kiss Land                                                        |
| «Love in the Sky»                                                                       | 2013 | —                       | —                       | —                       | —                       | —                       | —                       | —                       | —                       | —                       | —                       | | Kiss Land                                                        |
| «Live For» (при участии Дрейка)                                                         | 2013 | —                       | —                       | —                       | —                       | —                       | —                       | —                       | —                       | 111                     | —                       | | Kiss Land                                                        |
| «Pretty»                                                                                | 2013 | —                       | —                       | —                       | —                       | —                       | —                       | —                       | —                       | —                       | —                       | | Kiss Land                                                        |
| «Wanderlust»                                                                            | 2014 | 45                      | —                       | —                       | —                       | —                       | —                       | —                       | —                       | —                       | —                       | - MC: золотой | Kiss Land                                                        |
| «Often»                                                                                 | 2014 | 69                      | —                       | —                       | —                       | —                       | 65                      | —                       | 55                      | 65                      | 59                      | - MC: 3× платиновый - BPI: платиновый - BVMI: золотой - IFPI: платиновый - IFPI: платиновый - RIAA: 4× платиновый                                                                                    | Beauty Behind the Madness                                        |
| «Love Me Harder» (совместно с Арианой Гранде)                                           | 2014 | 10                      | 19                      | 18                      | 27                      | 35                      | 12                      | 28                      | 26                      | 48                      | 7                       | - MC: 3× платиновый - ARIA: платиновый - BPI: платиновый - BVMI: золотой - IFPI: платиновый - IFPI: 2× платиновый - RIAA: 3× платиновый                                                              | My Everything                                                    |
| «Earned It»                                                                             | 2014 | 8                       | 13                      | 2                       | 2                       | 17                      | 8                       | 7                       | 7                       | 4                       | 3                       | - MC: 6× платиновый - ARIA: 4× платиновый - BPI: 2× платиновый - BVMI: платиновый - IFPI: 2× платиновый - IFPI: 3× платиновый - RIAA: бриллиантовый - RMNZ: платиновый - SNEP: золотой               | «Пятьдесят оттенков серого»                                      |
| «The Hills»                                                                             | 2015 | 1                       | 3                       | 11                      | 11                      | 10                      | 29                      | 2                       | 12                      | 3                       | 1                       | - MC: бриллиантовый - ARIA: 10× платиновый - BPI: 3× платиновый - BVMI: 3× золотой - IFPI: 2× платиновый - IFPI: 3× платиновый - RIAA: бриллиантовый (11× платиновый) - RMNZ: 2× платиновый          | Beauty Behind the Madness                                        |
| «Can’t Feel My Face»                                                                    | 2015 | 1                       | 2                       | 1                       | 5                       | 14                      | 3                       | 1                       | 6                       | 3                       | 1                       | - MC: бриллиантовый - ARIA: 4× платиновый - BPI: 3× платиновый - BVMI: платиновый - IFPI: 2× платиновый - IFPI: 6× платиновый - RIAA: бриллиантовый - RMNZ: 3× платиновый - SNEP золотой             | Beauty Behind the Madness                                        |
| «In the Night»                                                                          | 2015 | 12                      | 13                      | 26                      | 124                     | 72                      | 22                      | 22                      | 40                      | 48                      | 12                      | - MC: 2× платиновый - ARIA: платиновый - BPI золотой - IFPI золотой - IFPI: платиновый - RIAA: 3× платиновый - RMNZ золотой                                                                          | Beauty Behind the Madness                                        |
| «Acquainted»                                                                            | 2015 | 73                      | 96                      | —                       | —                       | —                       | —                       | —                       | —                       | 90                      | 60                      | - MC: платиновый - BPI: серебряный - RIAA: 4× платиновый | Beauty Behind the Madness                                        |
| «Starboy» (при участии Daft Punk)                                                       | 2016 | 1                       | 2                       | 1                       | 1                       | 3                       | 1                       | 1                       | 1                       | 2                       | 1                       | - MC: бриллиантовый - ARIA: 12× платиновый - BPI: 4× платиновый - BVMI: 3× Gold - IFPI: 3× платиновый - IFPI: 4× платиновый - RIAA: бриллиантовый - RMNZ: 6× платиновый - SNEP: бриллиантовый        | Starboy                                                          |
| «I Feel It Coming» (при участии Daft Punk)                                              | 2016 | 10                      | 4                       | 7                       | 1                       | 29                      | 4                       | 7                       | 5                       | 9                       | 4                       | - MC: 5× платиновый - ARIA: 3× платиновый - BPI: 2× платиновый - BVMI: платиновый - IFPI: 3× платиновый - IFPI: 3× платиновый - RIAA: 6× платиновый - RMNZ: платиновый - SNEP: бриллиантовый         | Starboy                                                          |
| «Party Monster»                                                                         | 2016 | 8                       | 33                      | 16                      | 88                      | 34                      | 27                      | 27                      | 26                      | 17                      | 16                      | - MC: 4× платиновый - ARIA золотой - BPI золотой - IFPI золотой - RIAA: 3× платиновый | Starboy                                                          |
| «Reminder»                                                                              | 2017 | 16                      | —                       | —                       | 74                      | 93                      | 60                      | —                       | 76                      | 39                      | 31                      | - MC: 3× платиновый - BPI золотой - IFPI золотой - RIAA: 3× платиновый - SNEP золотой | Starboy                                                          |
| «Rockin’»                                                                               | 2017 | 25                      | —                       | —                       | 176                     | 60                      | 25                      | —                       | 12                      | 26                      | 44                      | - BPI: серебряный - MC: платиновый | Starboy                                                          |
| «Die for You» (соло или ремикс совместно с Арианой Гранде)                              | 2017 | 2                       | 3                       | 3                       | 20                      | 10                      | 5                       | 2                       | 13                      | 3                       | 1                       | - MC: 8× платиновый - ARIA: 2× платиновый - BPI: платиновый - BVMI золотой - IFPI: платиновый - RIAA: 5× платиновый - RMNZ: 3× платиновый - SNEP: платиновый                                         | Starboy                                                          |
| «Secrets»                                                                               | 2017 | 27                      | —                       | —                       | 114                     | —                       | 55                      | —                       | 77                      | 47                      | 47                      | - MC: платиновый - BPI: серебряный - RIAA: платиновый | Starboy                                                          |
| «Pray for Me» (совместно с Кендриком Ламаром)                                           | 2018 | 5                       | 9                       | 6                       | 14                      | 24                      | 22                      | 12                      | 4                       | 11                      | 7                       | - MC: 3× платиновый - ARIA: платиновый - BPI: платиновый - BVMI золотой - IFPI: платиновый - IFPI: платиновый - RIAA: 2× платиновый - RMNZ золотой - SNEP: платиновый                                | «Чёрная пантера»                                                 |
| «Call Out My Name»                                                                      | 2018 | 1                       | 3                       | 3                       | 22                      | 7                       | 14                      | 7                       | 6                       | 7                       | 4                       | - MC: 3× платиновый - ARIA: 5× платиновый - BPI: платиновый - BVMI золотой - IFPI: платиновый - IFPI золотой - RIAA: 3× платиновый - RMNZ золотой - SNEP: бриллиантовый                              | My Dear Melancholy                                               |
| «Lost in the Fire» (совместно с Gesaffelstein)                                          | 2019 | 14                      | 24                      | 17                      | 78                      | 49                      | 60                      | —                       | 9                       | 9                       | 27                      | - MC: платиновый - ARIA золотой - BPI: платиновый - BVMI золотой - IFPI золотой - IFPI золотой - RIAA: платиновый - SNEP золотой                                                                     | Hyperion                                                         |
| «Power Is Power» (совместно с SZA и Трэвисом Скоттом)                                   | 2019 | 50                      | 30                      | —                       | —                       | —                       | —                       | —                       | 41                      | 45                      | 90                      | - RIAA золотой | For the Throne: Music Inspired by the HBO Series Game of Thrones |
| «Heartless»                                                                             | 2019 | 3                       | 10                      | —                       | 69                      | 36                      | 30                      | 13                      | 27                      | 10                      | 1                       | - MC: 3× платиновый - ARIA: платиновый - BPI золотой - IFPI золотой - IFPI: платиновый - RIAA: 3× платиновый                                                                                         | After Hours                                                      |
| «Blinding Lights»                                                                       | 2019 | 1                       | 1                       | 1                       | 1                       | 1                       | 1                       | 1                       | 1                       | 1                       | 1                       | - MC: бриллиантовый - ARIA: 13× платиновый - BPI: 6× платиновый - BVMI: 3× платиновый - IFPI: 4× платиновый - IFPI: 11× платиновый - RIAA: бриллиантовый - RMNZ: 7× платиновый - SNEP: бриллиантовый | After Hours                                                      |
| «In Your Eyes»                                                                          | 2020 | 13                      | 13                      | 5                       | 31                      | 68                      | 20                      | 24                      | 7                       | 17                      | 16                      | - MC: 2× платиновый - ARIA: платиновый - BPI: платиновый - BVMI золотой - IFPI: 2× платиновый - IFPI: 3× платиновый - RIAA: платиновый - SNEP: бриллиантовый                                         | After Hours                                                      |
| «Smile» (совместно с Juice WRLD)                                                        | 2020 | 7                       | 8                       | 24                      | 152                     | 57                      | 47                      | 12                      | 17                      | 23                      | 8                       | - BPI: серебряный - RIAA: платиновый | Legends Never Die                                                |
| «Save Your Tears» (соло или ремикс совместно с Арианой Гранде)                          | 2020 | 1                       | 3                       | 1                       | 6                       | 5                       | 15                      | 9                       | 3                       | 2                       | 1                       | - MC: бриллиантовый - ARIA: 7× платиновый - BPI: 3× платиновый - BVMI: 2× платиновый - IFPI: 2× платиновый - IFPI: 6× платиновый - RIAA: 3× платиновый - RMNZ: 4× платиновый - SNEP: бриллиантовый   | After Hours                                                      |
| «Over Now» (совместно с Кельвином Харрисом)                                             | 2020 | 22                      | 17                      | 31                      | 124                     | 92                      | 83                      | 38                      | 15                      | 33                      | 38                      | - ARIA золотой | Внеальбомные синглы                                              |
| «Hawái» (Ремикс) (совместно с Малумой)                                                  | 2020 | 21                      | —                       | —                       | 86                      | 62                      | 17                      | —                       | 28                      | 84                      | 12                      | - RIAA: 6× платиновый | Внеальбомные синглы                                              |
| «You Right» (совместно с Doja Cat)                                                      | 2021 | 10                      | 11                      | —                       | 120                     | 54                      | 59                      | 6                       | 53                      | 9                       | 11                      | - MC: платиновый - ARIA: платиновый - BPI золотой - IFPI золотой - RIAA: 2× платиновый | Planet Her                                                       |
| «Better Believe» (совместно с Belly и Young Thug)                                       | 2021 | 23                      | —                       | —                       | —                       | —                       | —                       | —                       | —                       | —                       | 88                      | | See You Next Wednesday                                           |
| «Take My Breath»                                                                        | 2021 | 3                       | 9                       | 7                       | 17                      | 18                      | 17                      | 12                      | 8                       | 13                      | 6                       | - ARIA: платиновый - BPI золотой - BVMI золотой - IFPI: платиновый - IFPI: платиновый - SNEP: платиновый                                                                                             | Dawn FM                                                          |
| «Die for It» (совместно с Belly при участии Наса)                                       | 2021 | 65                      | —                       | —                       | —                       | —                       | —                       | —                       | —                       | —                       | —                       | | See You Next Wednesday                                           |
| «Hurricane» (совместно с Канье Уэстом при участии Lil Baby)                             | 2021 | 4                       | 4                       | 5                       | 41                      | 37                      | 28                      | 3                       | 8                       | 7                       | 6                       | - MC: платиновый - BPI: серебряный - RIAA: платиновый | Donda                                                            |
| «Moth to a Flame» (совместно с Swedish House Mafia)                                     | 2021 | 7                       | 8                       | 10                      | 34                      | 14                      | 19                      | 13                      | 5                       | 15                      | 27                      | - ARIA: платиновый - BPI: серебряный - BVMI золотой - IFPI золотой - SNEP золотой | Paradise Again                                                   |
| «One Right Now» (совместно с Post Malone)                                               | 2021 | 7                       | 9                       | 12                      | 133                     | 45                      | 35                      | 19                      | 10                      | 20                      | 6                       | - MC: 3× платиновый - ARIA: платиновый - BPI: серебряный - IFPI золотой - IFPI: платиновый | Twelve Carat Toothache                                           |
| «Sacrifice»                                                                             | 2022 | 9                       | 9                       | 12                      | 21                      | 27                      | 15                      | 22                      | 5                       | 10                      | 11                      | - BPI: серебряный - IFPI золотой - SNEP: платиновый | Dawn FM                                                          |
| «Out of Time»                                                                           | 2022 | 20                      | 29                      | 32                      | 55                      | —                       | 86                      | —                       | 46                      | —                       | 32                      | | Dawn FM                                                          |
| «Less than Zero»                                                                        | 2022 | 32                      | 47                      | 33                      | 82                      | —                       | —                       | —                       | 67                      | —                       | 53                      | | Dawn FM                                                          |
| «Creepin’» (совместно с Metro Boomin и 21 Savage)                                       | 2022 | 1                       | 7                       | 3                       | 8                       | 10                      | 8                       | 6                       | 8                       | 7                       | 3                       | - MC: 3× платиновый - BPI золотой - BVMI золотой - IFPI золотой - RIAA: платиновый - RMNZ: платиновый - SNEP: платиновый                                                                             | Heroes & Villains                                                |
| «Nothing Is Lost (You Give Me Strength)»                                                | 2022 | 88                      | —                       | —                       | 140                     | —                       | —                       | —                       | —                       | —                       | —                       | | «Аватар: Путь воды (саундтрек)»                                  |
| «Double Fantasy» (при участии Фьючера)                                                  | 2023 | 7                       | 9                       | 18                      | 34                      | 23                      | 38                      | 11                      | 18                      | 14                      | 18                      | | The Idol Episode 2 (Music from the HBO Original Series)          |
| «Popular» (совместно с Playboi Carti и Мадонной)                                        | 2023 | 10                      | 8                       | 17                      | 77                      | 21                      | 23                      | 6                       | 27                      | 10                      | 43                      | | The Highlights (Deluxe)                                          |
| «K-pop» (совместно с Трэвисом Скоттом и Bad Bunny)                                      | 2023 | 14                      | 22                      | 25                      | 20                      | 22                      | 49                      | 27                      | 27                      | 24                      | 7                       | | Utopia                                                           |
| «Another One of Me» (совместно с P. Diddy и Френч Монтана при участии 21 Savage)        | 2023 | 83                      | —                       | —                       | —                       | —                       | —                       | —                       | —                       | 98                      | 87                      | | The Love Album: Off the Grid                                     |
| «One of the Girls» (совместно с Дженни и Лили-Роуз Депп)                                | 2023 | 29                      | 30                      | —                       | 110                     | 53                      | 66                      | 28                      | 26                      | 21                      | 51                      | - ARIA: золотой - BPI золотой - IFPI: золотой - RIAA: платиновый - RMNZ: платиновый - SNEP: платиновый                                                                                               | The Idol Episode 4 (Music from the HBO Original Series)          |
| «Young Metro» (совместно с Фьючер и Metro Boomin)                                       | 2024 | 17                      | 68                      | —                       | 111                     | —                       | —                       | —                       | —                       | —                       | 9                       | - MC: золотой | We Don't Trust You                                               |
| «We Still Don’t Trust You» (совместно с Фьючер и Metro Boomin)                          | 2024 | 21                      | 66                      | —                       | 119                     | —                       | —                       | —                       | —                       | 49                      | 22                      | - MC: золотой | We Still Don't Trust You                                         |
| «Dancing in the Flames»                                                                 | 2024 | 15                      | 19                      | 23                      | 31                      | 13                      | 35                      | 32                      | 10                      | 12                      | 14                      | - MC: золотой - BPI серебряный - SNEP: золотой | Вне альбомный сингл                                              |
| «Timeless» (совместно с Playboi Carti)                                                  | 2024 | 4                       | 11                      | 10                      | 20                      | 8                       | 24                      | 4                       | 17                      | 7                       | 3                       | - MC: 2× платиновый - ARIA: 2× платиновый - BPI золотой - IFPI: золотой - RMNZ: платиновый - SNEP: золотой                                                                                           | Hurry Up Tomorrow                                                |
| «São Paulo» (совместно Аниттой)                                                         | 2024 | 22                      | 32                      | —                       | 18                      | 16                      | 38                      | —                       | 42                      | 21                      | 43                      | - SNEP: золотой | Hurry Up Tomorrow                                                |
| «Cry for Me»                                                                            | 2025 | 8                       | 20                      | 23                      | 15                      | 68                      | 24                      | 35                      | 12                      | 8                       | 12                      | | Hurry Up Tomorrow                                                |
| «Rather Lie» (совместно с Playboi Carti)                                                | 2025 | 9                       | 16                      | 35                      | 59                      | —                       | 41                      | 7                       | 49                      | 10                      | 4                       | | Music                                                            |
| «-» обозначает сингл, который не попал в чарты или не был выпущен на данной территории. |      |                         |                         |                         |                         |                         |                         |                         |                         |                         |                         | |                                                                  |

### Как приглашённый исполнитель
| Название                                                                                | Год  | Высшие позиции в чартах | Высшие позиции в чартах | Высшие позиции в чартах | Высшие позиции в чартах | Высшие позиции в чартах | Высшие позиции в чартах | Высшие позиции в чартах | Высшие позиции в чартах | Высшие позиции в чартах | Высшие позиции в чартах | Сертификации                                                                           | Альбом                                                             |
| Название                                                                                | Год  | CAN                     | AUS                     | BEL                     | DEN                     | NLD                     | NZ                      | UK                      | UK R&B                  | US                      | US R&B /HH              | Сертификации                                                                           | Альбом                                                             |
| --------------------------------------------------------------------------------------- | ---- | ----------------------- | ----------------------- | ----------------------- | ----------------------- | ----------------------- | ----------------------- | ----------------------- | ----------------------- | ----------------------- | ----------------------- | -------------------------------------------------------------------------------------- | ------------------------------------------------------------------ |
| «Crew Love» (Дрейк при участии The Weeknd)                                              | 2012 | 80                      | —                       | —                       | —                       | —                       | —                       | 37                      | 7                       | 80                      | 9                       | - BPI: серебряный - RIAA: платиновый                                                   | Take Care                                                          |
| «Remember You» (Уиз Халифа при участии The Weeknd)                                      | 2012 | —                       | —                       | —                       | —                       | —                       | —                       | —                       | 31                      | 63                      | 15                      | - RIAA: платиновый                                                                     | O.N.I.F.C.                                                         |
| «Odd Look» (Ремикс) (Kavinsky при участии The Weeknd)                                   | 2013 | —                       | —                       | 10                      | —                       | —                       | —                       | —                       | —                       | —                       | —                       |                                                                                        | OutRun                                                             |
| «Elastic Heart» (Сиа при участии The Weeknd и Дипло)                                    | 2013 | —                       | 67                      | 35                      | 21                      | 46                      | 7                       | 61                      | —                       | —                       | —                       | - IFPI золотой - RMNZ: платиновый                                                      | The Hunger Games: Catching Fire Official Motion Picture Soundtrack |
| «Or Nah» (Ремикс) (Ty Dolla Sign при участии The Weeknd, Wiz Khalifa и DJ Mustard)      | 2014 | —                       | —                       | —                       | —                       | —                       | —                       | —                       | —                       | —                       | —                       |                                                                                        | Внеальбомный сингл                                                 |
| «Drinks on Us» (Mike Will Made It при участииSwae Lee, Фьючера и The Weeknd)            | 2015 | —                       | —                       | —                       | —                       | —                       | —                       | —                       | —                       | —                       | —                       | - RIAA золотой                                                                         | Ransom                                                             |
| «Might Not» (Belly при участии Weeknd)                                                  | 2015 | 28                      | —                       | —                       | —                       | —                       | —                       | —                       | —                       | 68                      | 21                      | - MC: 2× платиновый - RIAA: платиновый                                                 | Up For Days                                                        |
| «Wonderful» (Travis Scott featuring the Weeknd)                                         | 2016 | —                       | —                       | —                       | —                       | —                       | —                       | —                       | —                       | —                       | —                       | - MC: платиновый - ARIA золотой                                                        | Birds in the Trap Sing McKnight                                    |
| «Nocturnal» (Disclosure при участии The Weeknd)                                         | 2016 | —                       | —                       | —                       | —                       | —                       | —                       | —                       | —                       | —                       | —                       |                                                                                        | Caracal                                                            |
| «Low Life» (Фьючер при участии The Weeknd)                                              | 2016 | 25                      | 96                      | —                       | —                       | 91                      | 30                      | —                       | 26                      | 18                      | 6                       | - MC: платиновый - ARIA золотой - BPI: серебряный - IFPI золотой - RIAA: 8× платиновый | Evol                                                               |
| «Wild Love» (Cashmere Cat при участии The Weeknd и Francis and the Lights)              | 2016 | —                       | —                       | —                       | —                       | —                       | —                       | —                       | —                       | —                       | —                       |                                                                                        | 9                                                                  |
| «Some Way» (Nav при участии Weeknd)                                                     | 2017 | 31                      | —                       | —                       | —                       | —                       | —                       | —                       | —                       | —                       | 38                      | - MC: 2× платиновый - BPI: серебряный - RIAA: платиновый                               | Nav                                                                |
| «Lust for Life» (Лана Дель Рей при участии The Weeknd)                                  | 2017 | 39                      | 44                      | —                       | —                       | —                       | —                       | 38                      | —                       | 64                      | —                       | - BPI: серебряный - RIAA: платиновый                                                   | Lust for Life                                                      |
| «A Lie» (Френч Монтана при участии The Weeknd и Max B)                                  | 2017 | 30                      | 71                      | —                       | —                       | —                       | —                       | 51                      | 12                      | 75                      | —                       |                                                                                        | Jungle Rules                                                       |
| «What You Want» (Belly при участии Weeknd)                                              | 2018 | 47                      | —                       | —                       | —                       | —                       | —                       | —                       | —                       | —                       | —                       | - MC золотой                                                                           | Immigrant                                                          |
| «Price on My Head» (Nav при участии The Weeknd)                                         | 2019 | 18                      | —                       | —                       | —                       | —                       | —                       | 91                      | —                       | 72                      | 29                      | - MC: платиновый                                                                       | Bad Habits                                                         |
| «Wake Up» (Трэвис Скотт при участии The Weeknd)                                         | 2019 | 27                      | 67                      | —                       | —                       | —                       | 28                      | —                       | —                       | 30                      | 21                      | - MC: платиновый - ARIA: платиновый - BPI: серебряный                                  | Astroworld                                                         |
| «La Fama» (Розалия при участии The Weeknd)                                              | 2021 | 86                      | —                       | —                       | —                       | —                       | —                       | —                       | —                       | 94                      | —                       |                                                                                        | Motomami                                                           |
| «Tears in the Club» (FKA twigs при участии Weeknd)                                      | 2021 | 79                      | —                       | —                       | —                       | —                       | —                       | —                       | —                       | —                       | —                       |                                                                                        | Caprisongs                                                         |
| «Poison» (Алия при участии The Weeknd)                                                  | 2021 | —                       | —                       | —                       | —                       | —                       | —                       | —                       | —                       | —                       | —                       |                                                                                        | Unstoppable                                                        |
| «-» обозначает сингл, который не попал в чарты или не был выпущен на данной территории. |      |                         |                         |                         |                         |                         |                         |                         |                         |                         |                         |                                                                                        |                                                                    |

### Промосинглы
| «Initiation»                                                                            | 2011 | —  | —  | —  | —  | —  | —  | —  | —  | —  | —  |                                                                        | Echoes of Silence  |
| «One of Those Nights» (Juicy J при участии The Weeknd)                                  | 2013 | —  | —  | —  | —  | —  | —  | —  | —  | —  | —  |                                                                        | Stay Trippy        |
| «King of the Fall»                                                                      | 2014 | —  | —  | —  | —  | —  | —  | —  | —  | —  | —  |                                                                        | Внеальбомный сингл |
| «False Alarm»                                                                           | 2016 | 33 | 72 | —  | 98 | —  | 79 | —  | 89 | 51 | 55 | - MC: платиновый - BPI: серебряный - RIAA: платиновый                  | Starboy            |
| «Curve» (Гуччи Мейн при участии The Weeknd)                                             | 2017 | 40 | 93 | —  | —  | —  | —  | —  | —  | 78 | 67 | - RIAA: платиновый                                                     | Mr. Davis          |
| «After Hours»                                                                           | 2020 | 14 | 11 | 17 | 44 | 35 | 27 | 29 | 10 | 20 | 20 | - ARIA: платиновый - BPI: серебряный - IFPI золотой - RIAA: платиновый | After Hours        |
| «-» обозначает сингл, который не попал в чарты или не был выпущен на данной территории. |      |    |    |    |    |    |    |    |    |    |    |                                                                        |                    |

## Другие песни, попавшие в чарты
| «High for This»                                                                           | 2011 | —   | —  | 97  | —   | —  | —  | —   | —  | —  | —  | - MC: платиновый - BPI: серебряный - RIAA: платиновый                           | House of Balloons            |
| «The Morning»                                                                             | 2011 | —   | —  | —   | —   | —  | —  | —   | —  | —  | —  | - MC: платиновый - BPI: серебряный - RIAA: платиновый                           | House of Balloons            |
| «In Vein» (Рик Росс при участии The Weeknd)                                               | 2014 | —   | —  | —   | —   | —  | —  | —   | —  | —  | 47 |                                                                                 | Mastermind                   |
| «Where You Belong»                                                                        | 2015 | —   | —  | 111 | —   | —  | —  | —   | 64 | 95 | 31 |                                                                                 | Fifty Shades of Grey         |
| «Pullin Up» (Мик Милл при участии The Weeknd)                                             | 2015 | —   | —  | —   | —   | —  | —  | —   | —  | —  | 31 |                                                                                 | Dreams Worth More Than Money |
| «Real Life»                                                                               | 2015 | 69  | —  | —   | —   | —  | —  | 63  | 72 | 62 | 23 | - MC золотой                                                                    | Beauty Behind the Madness    |
| «Losers» (при участии Labrinth)                                                           | 2015 | 88  | —  | —   | —   | —  | —  | 72  | 91 | 85 | 31 |                                                                                 | Beauty Behind the Madness    |
| «Tell Your Friends»                                                                       | 2015 | 44  | —  | —   | —   | —  | —  | 100 | 74 | 54 | 19 | - MC золотой - BPI: серебряный - RIAA: платиновый                               | Beauty Behind the Madness    |
| «Shameless»                                                                               | 2015 | 100 | —  | —   | —   | —  | —  | —   | —  | 79 | 27 | - MC золотой - RIAA: платиновый                                                 | Beauty Behind the Madness    |
| «As You Are»                                                                              | 2015 | —   | —  | —   | —   | —  | —  | —   | —  | —  | 42 | - MC золотой                                                                    | Beauty Behind the Madness    |
| «Dark Times» (при участии Эда Ширана)                                                     | 2015 | —   | —  | —   | —   | —  | —  | 60  | 92 | 91 | 35 | - MC золотой - BPI: серебряный - RIAA: платиновый                               | Beauty Behind the Madness    |
| «Prisoner» (при участии Ланы Дель Рей)                                                    | 2015 | 51  | —  | 113 | —   | —  | —  | 95  | 78 | 47 | 16 | - MC золотой - RIAA: платиновый                                                 | Beauty Behind the Madness    |
| «Angel»                                                                                   | 2015 | —   | —  | —   | —   | —  | —  | —   | —  | —  | 38 | - MC золотой                                                                    | Beauty Behind the Madness    |
| «Pray 4 Love» (Трэвис Скотт при участии The Weeknd)                                       | 2015 | —   | —  | —   | —   | —  | —  | —   | —  | —  | —  |                                                                                 | Rodeo                        |
| «FML» (Канье Уэст при участии The Weeknd)                                                 | 2016 | —   | —  | —   | —   | —  | —  | —   | 84 | 84 | 30 | - RIAA: платиновый - BPI: серебряный                                            | The Life of Pablo            |
| «6 Inch» (Бейонсе при участии The Weeknd)                                                 | 2016 | 31  | —  | 47  | —   | —  | —  | —   | 35 | 18 | 10 | - ARIA золотой                                                                  | Lemonade                     |
| «True Colors»                                                                             | 2016 | 32  | —  | —   | 76  | —  | 58 | 66  | 55 | 48 | 23 | - MC: платиновый - RIAA: платиновый                                             | Starboy                      |
| «Stargirl Interlude» (при участии Ланы Дель Рей)                                          | 2016 | 51  | —  | —   | 93  | —  | 60 | —   | 73 | 61 | 32 | - MC золотой - BPI: серебряный                                                  | Starboy                      |
| «Sidewalks» (при участии Кендрика Ламара)                                                 | 2016 | 14  | —  | 143 | 47  | —  | 30 | 41  | 30 | 27 | 12 | - MC: платиновый - BPI: серебряный - RIAA: платиновый                           | Starboy                      |
| «Six Feet Under»                                                                          | 2016 | 20  | —  | —   | 63  | —  | 44 | 65  | 43 | 34 | 15 | - MC: платиновый - BPI: серебряный - RIAA: платиновый                           | Starboy                      |
| «Love to Lay»                                                                             | 2016 | 45  | —  | —   | 97  | —  | 83 | 85  | 68 | 71 | 39 | - MC золотой                                                                    | Starboy                      |
| «A Lonely Night»                                                                          | 2016 | 40  | —  | 117 | 72  | —  | 57 | 67  | 53 | 69 | 37 | - MC золотой                                                                    | Starboy                      |
| «Attention»                                                                               | 2016 | 43  | —  | —   | 86  | —  | 80 | 95  | 78 | 67 | 35 | - MC золотой                                                                    | Starboy                      |
| «Ordinary Life»                                                                           | 2016 | 50  | —  | —   | —   | —  | 84 | —   | 79 | 72 | 40 | - MC золотой                                                                    | Starboy                      |
| «Nothing Without You»                                                                     | 2016 | 46  | —  | —   | —   | —  | 78 | —   | 81 | 68 | 36 | - MC золотой                                                                    | Starboy                      |
| «All I Know» (при участии Фьючера)                                                        | 2016 | 38  | —  | 184 | 99  | —  | 68 | —   | 76 | 46 | 21 | - MC золотой                                                                    | Starboy                      |
| «Comin Out Strong» (Фьючер при участии The Weeknd)                                        | 2017 | 43  | —  | 82  | —   | —  | —  | —   | 83 | 48 | 19 | - MC: платиновый - RIAA: платиновый                                             | Hndrxx                       |
| «UnFazed» (Lil Uzi Vert при участии The Weeknd)                                           | 2017 | 71  | —  | —   | —   | —  | —  | —   | —  | 84 | 42 | - RIAA золотой                                                                  | Luv Is Rage 2                |
| «Try Me»                                                                                  | 2018 | 7   | 24 | 75  | 43  | 35 | 8  | 23  | 17 | 26 | 16 | - MC золотой - BPI: серебряный - RIAA: платиновый                               | My Dear Melancholy,          |
| «Wasted Times»                                                                            | 2018 | 8   | 23 | 111 | 53  | 36 | 13 | 30  | 18 | 27 | 17 | - MC: платиновый - BPI: серебряный - RIAA: платиновый                           | My Dear Melancholy,          |
| «I Was Never There» (совместно с Gesaffelstein)                                           | 2018 | 12  | 40 | 112 | 67  | —  | 23 | 40  | —  | 35 | 20 | - MC золотой - ARIA золотой - BPI: серебряный - RIAA: платиновый - SNEP золотой | My Dear Melancholy,          |
| «Hurt You» (совместно с Gesaffelstein)                                                    | 2018 | 17  | 37 | 103 | 63  | —  | 28 | 33  | —  | 43 | 23 | - MC золотой - RIAA: платиновый                                                 | My Dear Melancholy,          |
| «Privilege»                                                                               | 2018 | 22  | 45 | 143 | 80  | —  | 31 | 54  | —  | 52 | 27 | - MC золотой                                                                    | My Dear Melancholy,          |
| «Skeletons» (Трэвис Скотт при участии Фаррелла Уильямса, Tame Impala и The Weeknd)        | 2018 | 42  | 49 | 110 | —   | —  | 61 | —   | —  | 47 | 27 | - MC золотой                                                                    | Astroworld                   |
| «Thought I Knew You» (Nicki Minaj при участии The Weeknd)                                 | 2018 | 69  | 49 | —   | —   | —  | —  | —   | —  | 98 | —  |                                                                                 | Queen                        |
| «Alone Again»                                                                             | 2020 | 28  | —  | 49  | —   | —  | 24 | 51  | —  | 21 | 10 |                                                                                 | After Hours                  |
| «Too Late»                                                                                | 2020 | 38  | —  | 59  | —   | —  | 27 | 54  | —  | 28 | 13 |                                                                                 | After Hours                  |
| «Hardest to Love»                                                                         | 2020 | 36  | —  | 52  | —   | —  | 38 | 39  | —  | 25 | —  |                                                                                 | After Hours                  |
| «Scared to Live»                                                                          | 2020 | 33  | —  | 56  | —   | —  | 37 | 34  | —  | 24 | 12 |                                                                                 | After Hours                  |
| «Snowchild»                                                                               | 2020 | 32  | —  | 80  | —   | —  | 50 | 72  | —  | 32 | 16 |                                                                                 | After Hours                  |
| «Escape from LA»                                                                          | 2020 | 44  | —  | 88  | —   | —  | 49 | 90  | —  | 39 | 21 |                                                                                 | After Hours                  |
| «Faith»                                                                                   | 2020 | 43  | —  | 85  | —   | —  | 56 | 81  | —  | 45 | 24 |                                                                                 | After Hours                  |
| «Repeat After Me (Interlude)»                                                             | 2020 | 62  | —  | 130 | —   | —  | 81 | —   | —  | 69 | 32 |                                                                                 | After Hours                  |
| «Until I Bleed Out»                                                                       | 2020 | 67  | —  | 158 | —   | —  | 87 | —   | —  | 80 | 40 |                                                                                 | After Hours                  |
| «Nothing Compares»                                                                        | 2020 | —   | —  | —   | —   | —  | —  | —   | —  | —  | —  |                                                                                 | After Hours                  |
| «Missed You»                                                                              | 2020 | —   | —  | —   | —   | —  | —  | —   | —  | —  | —  |                                                                                 | After Hours                  |
| «Off the Table» (совместно с Арианой Гранде)                                              | 2021 | 27  | 32 | —   | 164 | —  | 93 | —   | —  | —  | 35 |                                                                                 | Positions                    |
| «Dawn FM»                                                                                 | 2022 | 59  | 55 | 77  | —   | —  | 37 | 69  | —  | 65 | —  |                                                                                 | Dawn FM                      |
| «Gasoline»                                                                                | 2022 | 27  | 28 | 58  | —   | —  | 20 | 43  | —  | 29 | —  |                                                                                 | Dawn FM                      |
| «How Do I Make You Love Me?»                                                              | 2022 | 16  | 27 | 56  | 44  | —  | 21 | 24  | 22 | 39 | —  |                                                                                 | Dawn FM                      |
| «A Tale by Quincy»                                                                        | 2022 | —   | 85 | 105 | —   | —  | 53 | 97  | —  | —  | —  |                                                                                 | Dawn FM                      |
| «Here We Go… Again» (при участии Tyler, the Creator)                                      | 2022 | 21  | 46 | 83  | —   | —  | 32 | 72  | —  | 52 | 19 |                                                                                 | Dawn FM                      |
| «Best Friends»                                                                            | 2022 | 42  | 45 | 81  | —   | —  | 34 | 64  | —  | 60 | 23 |                                                                                 | Dawn FM                      |
| «Is There Someone Else?»                                                                  | 2022 | 12  | 18 | 68  | —   | —  | 18 | 41  | 45 | 31 | 10 |                                                                                 | Dawn FM                      |
| «Starry Eyes»                                                                             | 2022 | 52  | 58 | 97  | —   | —  | 43 | 78  | —  | 79 | —  |                                                                                 | Dawn FM                      |
| «Every Angel Is Terrifying»                                                               | 2022 | 72  | 90 | 147 | —   | —  | 62 | —   | —  | 93 | —  |                                                                                 | Dawn FM                      |
| «Don’t Break My Heart»                                                                    | 2022 | 41  | 75 | 128 | —   | —  | 56 | —   | —  | 85 | 34 |                                                                                 | Dawn FM                      |
| «I Heard You’re Married» (при участии Лил Уэйна)                                          | 2022 | 24  | 56 | 124 | —   | —  | 38 | 83  | —  | 62 | 25 |                                                                                 | Dawn FM                      |
| «Phantom Regret by Jim»                                                                   | 2022 | —   | —  | —   | —   | —  | 89 | —   | —  | —  | —  |                                                                                 | Dawn FM                      |
| «-» обозначает песню, которая не вошла в чарты или не была выпущена на данной территории. |      |     |    |     |     |    |    |     |    |    |    |                                                                                 |                              |

## Гостевые участия
| Название                                            | Год  | Другой исполнитель                           | Альбом                                                             |
| --------------------------------------------------- | ---- | -------------------------------------------- | ------------------------------------------------------------------ |
| «Shake It Out» (Ремикс)                             | 2011 | Florence + The Machine                       | none                                                               |
| «Cameras / Good Ones Go Interlude»                  | 2011 | Drake                                        | Take Care                                                          |
| «The Ride»                                          | 2011 | Drake                                        | Take Care                                                          |
| «Marry the Night» (Ремикс)                          | 2011 | Леди Гага                                    | Born This Way – The Remix                                          |
| «Nomads»                                            | 2013 | Ricky Hil                                    | SYLDD                                                              |
| «Gifted»                                            | 2013 | French Montana                               | Excuse My French                                                   |
| «I’m Good»                                          | 2013 | Lil Wayne                                    | Dedication 5                                                       |
| «Secrets» (original version or GXNXVS remix)        | 2013 | Jr. Hi                                       | Virual Lover EP                                                    |
| «Exodus»                                            | 2013 | M.I.A.                                       | Matangi                                                            |
| «Sexodus»                                           | 2013 | M.I.A.                                       | Matangi                                                            |
| «Devil May Cry»                                     | 2013 | none                                         | The Hunger Games: Catching Fire Official Motion Picture Soundtrack |
| «In Vein»                                           | 2014 | Rick Ross                                    | Mastermind                                                         |
| «Drunk In Love» (Remix)                             | 2014 | none                                         | none                                                               |
| «Where You Belong» (original version or SOHN remix) | 2015 | none                                         | «Пятьдесят оттенков серого»                                        |
| «Drinks on Us» (Remix)                              | 2015 | Mike Will Made It, Swae Lee, Future          | none                                                               |
| «Earned It» (Remix)                                 | 2015 | Marian Hill                                  | Fifty Shades of Grey Remixed                                       |
| «Pullin Up»                                         | 2015 | Meek Mill                                    | Dreams Worth More Than Money                                       |
| «Pray 4 Love»                                       | 2015 | Трэвис Скотт                                 | Rodeo                                                              |
| «Rambo (Last Blood)»                                | 2015 | Bryson Tiller                                | Trapsoul                                                           |
| «Pass Dat» (Remix)                                  | 2015 | Jeremih                                      | none                                                               |
| «FML»                                               | 2016 | Kanye West                                   | The Life of Pablo                                                  |
| «6 Inch»                                            | 2016 | Beyoncé                                      | Lemonade                                                           |
| «It’s All Love»                                     | 2016 | Belly, Starrah                               | Another Day in Paradise                                            |
| «Comin Out Strong»                                  | 2017 | Future                                       | Hndrxx                                                             |
| «UnFazed»                                           | 2017 | Lil Uzi Vert                                 | Luv Is Rage 2                                                      |
| «Come Thru»                                         | 2018 | Trouble                                      | Edgewood                                                           |
| «Bedtime Stories»                                   | 2018 | Rae Sremmurd                                 | SR3MM                                                              |
| «Skeletons»                                         | 2018 | Travis Scott, Pharrell Williams, Tame Impala | Astroworld                                                         |
| «Thought I Knew You»                                | 2018 | Nicki Minaj                                  | Queen                                                              |
| «Make It»                                           | 2018 | AtariJones                                   | Early Catch EP                                                     |
| «Off the Table»                                     | 2020 | Ariana Grande                                | Positions                                                          |
| «No Nightmares»                                     | 2020 | Oneohtrix Point Never                        | Magic Oneohtrix Point Never                                        |
| «Christmas Blues»                                   | 2020 | Sabrina Claudio                              | Christmas Blues                                                    |
| «Artificial Intelligence»                           | 2023 | Mike Dean                                    | 4:23                                                               |
| «Defame Moi»                                        | 2023 | Mike Dean                                    | 4:23                                                               |
| "More Coke!!"                                       | 2023 | Mike Dean                                    | 4:23                                                               |
| «Emotionless»                                       | 2023 | Mike Dean                                    | 4:23                                                               |

## В качестве автора песен
| Название      | Год  | Исполнитель | Альбом                    |
| ------------- | ---- | ----------- | ------------------------- |
| «Shot for Me» | 2011 | Drake       | Take Care                 |
| «Practice»    | 2011 | Drake       | Take Care                 |
| «Woo»         | 2016 | Rihanna     | Anti                      |
| «Eyes Closed» | 2017 | Холзи       | Hopeless Fountain Kingdom |

## Продюсерская дискография

### 2011
The Weeknd — House of Balloons
- 1. «High for This» (спродюсировано с the Dream Machine)
- 2. «What You Need» (спродюсировано с Jeremy Rose и Zodiac)
- 3. «House of Balloons / Glass Table Girls» (спродюсировано с Doc McKinney и Illangelo)
- 4. «The Morning» (спродюсировано с Doc McKinney и Illangelo)
- 5. «Wicked Games» (спродюсировано с Doc McKinney и Illangelo)
- 6. «The Party & the After Party» (спродюсировано с Rainer и Zodiac)
- 7. «Coming Down» (спродюсировано с Doc McKinney и Illangelo)
- 8. «Loft Music» (спродюсировано с Zodiac)
- 9. «The Knowing» (спродюсировано с Doc McKinney и Illangelo)

The Weeknd — Thursday
- 1. «Lonely Star» (спродюсировано с Doc McKinney и Illangelo)
- 2. «Life of the Party» (спродюсировано с Doc McKinney и Illangelo)
- 3. «Thursday» (спродюсировано с Doc McKinney и Illangelo)
- 4. «The Zone» (при участии Дрейка) (спродюсировано с Doc McKinney и Illangelo)
- 5. «The Birds, Pt. 1» (спродюсировано с Doc McKinney и Illangelo)
- 6. «The Birds, Pt. 2» (спродюсировано с Doc McKinney и Illangelo)
- 7. «Gone» (спродюсировано с Doc McKinney и Illangelo)
- 8. «Rolling Stone» (спродюсировано с Doc McKinney и Illangelo)
- 9. «Heaven or Las Vegas» (спродюсировано с Doc McKinney и Illangelo)

The Weeknd — Echoes of Silence
- 1. «D.D.» (спродюсировано с Illangelo)
- 2. «Montreal» (спродюсировано с Illangelo)
- 3. «Outside» (спродюсировано с Illangelo)
- 4. «XO / The Host» (спродюсировано с Illangelo)
- 5. «Initiation» (спродюсировано с Illangelo и Dropxlife)
- 6. «Same Old Song» (featuring Juicy J) (спродюсировано с Illangelo)
- 7. «The Fall» (спродюсировано с Illangelo и Clams Casino)
- 8. «Next» (спродюсировано с Illangelo и Dropxlife)
- 9. «Echoes of Silence» (спродюсировано с Illangelo)

Дрейк — Take Care
- 4. «Crew Love[англ.]» (при участии The Weeknd) {{small|(спродюсировано с Illangelo и 40[англ.]
- 18. "The Ride" (спродюсировано с Doc McKinney)

Леди Гага – Born This Way: The Remix
- 5. "Marry The Night" (Remix) (спродюсировано с Illangelo)

Florence and the Machine – Shake it Out (Remixes)
- 2. "Shake It Out[англ.]" (Remix)

### 2012
The Weeknd – Trilogy
- 10. (Volume 1) "Twenty Eight" (спродюсировано с Doc McKinney и Illangelo)
- 10. (Volume 2) "Valerie" (спродюсировано с Doc McKinney и Illangelo)
- 10. (Volume 3) "Till Dawn (Here Comes the Sun)" (спродюсировано с Doc McKinney и Illangelo)

### 2013
Juicy J – Stay Trippy 
- 19. "One of Those Nights" (при участии the Weeknd) (спродюсировано с DannyBoyStyles[англ.])

The Weeknd – Kiss Land
- 1. "Professional" (спродюсировано с DannyBoyStyles, DaHeala[англ.] и Harry Fraud[англ.])
- 2. "The Town" (спродюсировано с DannyBoyStyles и DaHeala)
- 3. "Adaptation" (спродюсировано с DannyBoyStyles и DaHeala)
- 4. "Love in the Sky" (спродюсировано с DannyBoyStyles и DaHeala)
- 5. "Belong to the World" (спродюсировано с DannyBoyStyles и DaHeala)
- 6. "Live For" (при участии Дрейка) (спродюсировано с DannyBoyStyles и DaHeala)
- 7. "Wanderlust" (спродюсировано с DannyBoyStyles и DaHeala)
- 8. "Kiss Land" (спродюсировано с Silkky Johnson и DaHeala)
- 9. "Pretty" (спродюсировано с DannyBoyStyles, DaHeala и Brandon Hollemon)
- 10. "Tears in the Rain" (спродюсировано с DannyBoyStyles и DaHeala)

### 2014
Рик Росс – Mastermind
- 13. "In Vein" (при участии the Weeknd) (спродюсировано с DaHeala и Puff Daddy)

The Weeknd
- "King of the Fall" (спродюсировано с DaHeala)

### 2015
The Weeknd – Beauty Behind the Madness
- 1. "Real Life" (спродюсировано с DaHeala)
- 2. "Losers" (при участии Labrinth) (спродюсировано с Labrinth и Illangelo)
- 3. "Tell Your Friends" (спродюсировано с Che Pope, Kanye West, Illangelo, Mike Dean, Noah Goldstein и Omar Riad)
- 4. "Often" (спродюсировано с Ben Billions и DaHeala)
- 6. "Acquainted" (спродюсировано с Ben Billions, Illangelo, DaHeala и DannyBoyStyles)
- 8. "Shameless" (спродюсировано с Max Martin, Ali Payami и Peter Svensson)
- 10. "In the Night" (спродюсировано с Max Martin и Ali Payami)
- 11. "As You Are" (спродюсировано с DaHeala, Illangelo, DannyBoyStyles и Ben Billions)
- 13. "Prisoner" (при участии Lana Del Rey) (спродюсировано с Illangelo)
- 14. "Angel" (спродюсировано с Stephan Moccio)

Трэвис Скотт – Rodeo
- 6. "Pray 4 Love" (при участии the Weeknd) (спродюсировано с Travis Scott, Illangelo, Mike Dean, Ben Billions и Allen Ritter)

### 2016
Future – Evol
- 10. "Low Life" (при участии the Weeknd) (спродюсировано с Metro Boomin, Ben Billions и DaHeala)

The Weeknd – Starboy
- 1. "Starboy" (при участии Daft Punk) (спродюсировано с Daft Punk, Doc McKinney и Cirkut)
- 2. "Party Monster" (спродюсировано с Ben Billions и Doc McKinney)
- 3. "False Alarm" (спродюсировано с Doc McKinney, Cirkut и Mano)
- 5. "Rockin’" (спродюсировано с Max Martin и Ali Payami)
- 6. "Secrets" (спродюсировано с Doc McKinney и Cirkut)
- 7. "True Colors" (спродюсировано с Benny Blanco, Cashmere Cat, Jake One и Swish)
- 10. "Six Feet Under" (спродюсировано с Doc McKinney, Cirkut, Metro Boomin и Ben Billions)
- 11. "Love to Lay" (спродюсировано с Max Martin и Ali Payami)
- 13. "Attention" (спродюсировано с Benny Blanco, Cashmere Cat и Frank Dukes)
- 15. "Nothing Without You" (спродюсировано с Diplo, Ben Billions и Cirkut)
- 16. "All I Know" (при участии Future) (спродюсировано с Ben Billions и Cashmere Cat)
- 17. "Die for You" (спродюсировано с Doc McKinney, Cirkut, Cashmere Cat и Prince 85)
- 18. "I Feel It Coming" (при участии Daft Punk) (спродюсировано с Daft Punk, Doc McKinney и Cirkut)

### 2017
Lil Uzi Vert – Luv Is Rage 2
- 10. "UnFazed" (при участии the Weeknd) (спродюсировано с DaHeala, Don Cannon и Maaly Raw)

### 2019
Gesaffelstein – Hyperion
- 3. "Lost in the Fire" (совместно с the Weeknd) (спродюсировано с Gesaffelstein, DaHeala и Nate Donmoyer)

Various Artists – For the Throne: Music Inspired by the HBO Series Game of Thrones
- 2. "Power Is Power" (SZA, the Weeknd и Travis Scott) (спродюсировано с Ricky Reed, DaHeala, Myles Martin и King Garbage)

### 2020
The Weeknd – After Hours
- 1. "Alone Again" (спродюсировано с Illangelo, DaHeala и Frank Dukes)
- 2. "Too Late" (спродюсировано с Illangelo, Ricky Reed, DaHeala и Nate Mercereau)
- 3. "Hardest to Love" (спродюсировано с Max Martin и Oscar Holter)
- 4. "Scared to Live" (спродюсировано с Max Martin и Oscar Holter)
- 5. "Snowchild" (спродюсировано с Illangelo и DaHeala)
- 6. "Escape from LA" (спродюсировано с Metro Boomin и Illangelo)
- 7. "Heartless" (спродюсировано с Metro Boomin, Illangelo и Dre Moon)
- 8. "Faith" (спродюсировано с Metro Boomin и Illangelo)
- 9. "Blinding Lights" (спродюсировано с Max Martin и Oscar Holter)
- 10. "In Your Eyes" (спродюсировано с Max Martin и Oscar Holter)
- 11. "Save Your Tears" (спродюсировано с Max Martin и Oscar Holter)
- 13. "After Hours" (спродюсировано с Illangelo, DaHeala и Mario Winans)
- 14. "Until I Bleed Out" (спродюсировано с Metro Boomin, OPN, Prince 85 и Notinbed)

Бонус-треки
- 15. "Nothing Compares" (спродюсировано с DaHeala и Ricky Reed)
- 16. "Missed You" (спродюсировано с DaHeala)
- 17. "Final Lullaby" (спродюсировано с DaHeala)

Кельвин Харрис и the Weeknd 
- "Over Now" (спродюсировано с Кельвином Харрисом и Frank Dukes)

### 2021
Belly – See You Next Wednesday.
- 10. "Two Tone" (при участии Lil Uzi Vert) (спродюсировано с the ANMLS)

Rosalía – Motomami
- 3. "La Fama" (при участии the Weeknd) (спродюсировано с Rosalía, Frank Dukes, Tainy, Sky Rompiendo, El Guincho, Noah Goldstein и Sir Dylan)

### 2022
The Weeknd – Dawn FM
- 1. "Dawn FM" (спродюсировано с OPN, Max Martin и Oscar Holter)
- 2. "Gasoline" (спродюсировано с OPN, Max Martin, Oscar Holter и Matt Cohn)
- 3. "How Do I Make You Love Me?" (спродюсировано с OPN, Max Martin, Swedish House Mafia, Oscar Holter и Matt Cohn)
- 4. "Take My Breath" (спродюсировано с Max Martin и Oscar Holter)
- 5. "Sacrifice" (спродюсировано с Max Martin, Swedish House Mafia и Oscar Holter)
- 6. "A Tale by Quincy" (спродюсировано с OPN, Max Martin и Gitty)
- 7. "Out of Time" (спродюсировано с OPN, Max Martin и Oscar Holter)
- 8. "Here We Go... Again" (при участии Tyler, the Creator) (спродюсировано с Rex Kudo, Bruce Johnston, Brian Kennedy, Benny Bock и Charlie Coffeen)
- 9. "Best Friends" (спродюсировано с DaHeala, OPN, Max Martin, Oscar Holter и Matt Cohn)
- 10. "Is There Someone Else?" (спродюсировано с OPN, Tommy Brown, Peter Lee Johnson, Max Martin и Oscar Holter)
- 11. "Starry Eyes" (спродюсировано с OPN, Max Martin и Oscar Holter)
- 12. "Every Angel Is Terrifying" (спродюсировано с OPN и Matt Cohn)
- 13. "Don't Break My Heart" (спродюсировано с OPN, Max Martin, Oscar Holter и Matt Cohn)
- 14. "I Heard You're Married" (при участии Lil Wayne) (спродюсировано с Calvin Harris, OPN, Max Martin и Oscar Holter)
- 15. "Less than Zero" (спродюсировано с Max Martin, Oscar Holter и OPN)
- 16. "Phantom Regret by Jim" (спродюсировано с OPN, Max Martin, Oscar Holter и Matt Cohn)

### Комментарии
1. ↑  Объём продаж Beauty Behind the Madness в США по состоянию на август 2017 года[26].
2. ↑  Объём продаж Beauty Behind the Madness в Великобритании по состоянию на январь 2022[27].
3. ↑  Объём продаж Starboy в США по состоянию на декабрь 2017[33][34].
4. ↑  Объём продаж Starboy в Великобритании по стостоянию на январь 2022[27].
5. ↑  Объём продаж After Hours в США по состоянию на январь 2022[39][40].
6. ↑  Объём продаж Dawn FM в США по состоянию на январь 2022[39][40]
7. ↑  Объём продаж Trilogy в США по состоянию на август 2015[53].
8. ↑  Объём продаж My Dear Melancholy, в США по состоянию на июль 2018[60].
9. ↑  After Hours (Remixes) did not enter the Billboard 200 but peaked at number 89 on the Top Album Sales chart.[63]
10. ↑  "Twenty Eight" не попал в Billboard Hot 100 или Hot R&B/Hip-Hop Songs, но занял 49 место в чарте R&B/Hip-hop Digital Song Sales[66].
11. ↑  "The Zone" не попал в Billboard Hot 100 или Hot R&B/Hip-Hop Songs, но занял 50 место в чарте R&B/Hip-Hop Digital Song Sales[66].
12. ↑  "Belong to the World" не попапал в Billboard Hot 100 или Hot R&B/Hip-Hop Songs, но занял седьмое место в чарте Bubbling Under R&B/Hip-Hop Singles и 22-е в чарте Hot R&B Songs[67][68].
13. ↑  "Live For" не попал в Billboard Hot 100, но занял 19 место в чарте Bubbling Under Hot 100 Singles.[69]
14. ↑  "Reminder" не попал в чарт NZ Top 40 Singles, но занял второе место в чарте NZ Heatseeker Singles.[98]
15. ↑  "Rockin’" не попал в чарт NZ Top 40 Singles, но занял первое место в чарте NZ Heatseeker Singles.[100]
16. ↑  "Lost in the Fire" не попал в чарт NZ Top 40 Singles, но занял второе место в чарте NZ Hot Singles Chart.[110]
17. ↑  "Power Is Power" не попал в чарт NZ Top 40 Singles, но занял третье место в чарте NZ Hot Singles.[113]
18. ↑  21 мая 2020 года был выпущен ремикс при участии американской певицы и рэпера Doja Cat[119] On October 16, 2020, a second remix featuring American saxophonist Kenny G was released.[120].
19. ↑  "Hawái" не попал в чарт NZ Top 40 Singles, но занял восьмое место в чарте NZ Hot Singles.[126]
20. ↑  "Better Believe" не попал в чарт NZ Top 40 Singles, но занял 15 место в чарте NZ Hot Singles.[127]
21. ↑  "Better Believe" не попал в чарт Swedish Singellista, но занял седьмое место в чарт Swedish Heatseekers[128].
22. ↑  "Die for It" не попал в Billboard Hot 100, но занял 21 место в Bubbling Under Hot 100.[69]
23. ↑  "Out of Time" не попал в чарт NZ Top 40 Singles, но занял пятое место в чарте NZ Hot Singles.[134]
24. ↑  "Out of Time" не вошёл в UK Singles Chart, так как правила чарта позволяют только трём песням одного исполнителя одновременно находиться в первой сотне чартов, но занял 42 место в чарт Official UK Streaming[135].
25. ↑  "Less than Zero" не попал в UK Singles Chart, так как правила чарта позволяют только трём песням одного исполнителя одновременно находиться в первой сотне чартов, но занял 57 место в чарте Official UK Streaming[135].
26. ↑  "Nothing Is Lost (You Give Me Strength)" не попал в чарт NZ Top 40 Singles, но занял пятое место в чарте NZ Hot Singles.[138]
27. ↑  "Nothing Is Lost (You Give Me Strength)" не попал в UK Singles Chart, но занял 79 место в чарте Official UK Single Downloads.[139]
28. ↑  "Nothing Is Lost (You Give Me Strength)" не попал в Billboard Hot 100, но занял 23 место в Bubbling Under Hot 100.[69]
29. ↑  "Drinks On Us" не попал в чарт Hot R&B/Hip-Hop Songs, но занял пятое место в чарте Bubbling Under R&B/Hip-Hop Singles[156].
30. ↑  "Some Way" не попал в Billboard Hot 100, но занял первое место в чарте Bubbling Under Hot 100 Singles[69].
31. ↑  "Lust for Life" не попал в NZ Top 40 Singles Chart, но занял первое место в NZ Heatseekers Singles Chart.[164]
32. ↑  "Price on My Head" не попал в NZ Top 40 Singles Chart, но занял 12 место в NZ Hot Singles Chart.[166]
33. ↑  "Wake Up" не попал в чарт Official UK Singles, но занял 64 место в чарте Official UK Streaming.[167]
34. ↑  "La Fama" не попал в NZ Top 40 Singles Chart, но занял 30 место в NZ Hot Singles Chart[169].
35. ↑  "Tears in the Club" не попал в NZ Top 40 Singles Chart, но занял 12 место в NZ Hot Singles Chart[170].
36. ↑  "Poison" не попал в NZ Top 40 Singles Chart, но занял 33 место в NZ Hot Singles Chart[170]
37. ↑  "Poison" не попал в американский R&B-чарт, но занял 15 место в американском чарте Hot R&B Songs.[172].
38. ↑  "One of Those Nights" не попал в чарт Hot R&B/Hip-Hop Songs, но занял шестое место в чарте Bubbling Under R&B/Hip-Hop Singles[156].
39. ↑  "King of the Fall" не попал в Billboard Hot 100 или Hot R&B/Hip-Hop Songs, но занял 18 место в чарте Hot R&B Songs.[174]
40. ↑  "False Alarm" не попал в NZ Top 40 Singles Chart, но занял первое место в NZ Heatseekers Singles Chart.[175]
41. ↑  "High for This" не попала в чарт Hot R&B/Hip-Hop Songs, но заняла 22 место в чарте Hot R&B Songs.[180]
42. ↑  "The Morning" не попала в чарт Hot R&B/Hip-Hop Songs, но заняла девятое место в чарте Bubbling Under R&B/Hip-Hop Singles.[181]
43. ↑  "Pullin Up" не попала в Billboard Hot 100, но заняла первое место в чарте Bubbling Under Hot 100 Singles
44. ↑  "As You Are" не попала в Billboard Hot 100, но заняла шестое место в чарте Bubbling Under Hot 100 Singles.[69]
45. ↑  "Angel" не попала в Billboard Hot 100, но заняла второе место в чарте Bubbling Under Hot 100 Singles.[69]
46. ↑  "Pray 4 Love" не попала в Billboard Hot 100, но заняла восьмое место в чарте Bubbling Under Hot 100 Singles
47. ↑  "Pray 4 Love" не попала в чарт Hot R&B/Hip-Hop Songs, но заняла первое место в чарте Bubbling Under R&B/Hip-Hop Singles.[182]
48. ↑  "Sidewalks" не попала в NZ Top 40 Singles Chart, но заняла второе место в NZ Heatseeker Singles Chart.[100]
49. ↑  "Comin Out Strong" не попала в NZ Top 40 Singles Chart, но заняла шестое место в NZ Heatseeker Singles Chart.[184]
50. ↑  "I Was Never There" не попала в NZ Top 40 Singles Chart, но заняла первое место в NZ Heatseeker Singles Chart.[186]
51. ↑  "I Was Never There" не попала в чарт Official UK Singles, но заняла 42 место в чарте Official UK Streaming.[187]
52. ↑  "Hurt You" не попала в NZ Top 40 Singles Chart, но заняла второе место в NZ Heatseeker Singles Chart.[186]
53. ↑  "Hurt You" не попала в чарт Official UK Singles, но заняла 45 место в чарте Official UK Streaming.[187]
54. ↑  "Privilege" не попала в чарт Official UK Singles, но заняла 56 место в чарте Official UK Streaming.[187]
55. ↑  "Skeletons" не попала в Swedish Singellista Chart, но заняла 12 место в Swedish Heatseeker Chart.
56. ↑  "Skeletons" не попала в чарт Official UK Singles, но заняла 81 место в чарте Official UK Streaming.[167]
57. ↑  "Alone Again" не попала в NZ Top 40 Singles Chart, но заняла четвёртое место в NZ Hot Singles Chart.[188]
58. ↑  "Alone Again" не попала в чарт Official UK Singles, но заняла 35 место в чарте Official UK Streaming.[189]
59. ↑  "Too Late" не попала в чарт Official UK Singles, но заняла 39 место в чарте Official UK Streaming.[189]
60. ↑  "Hardest to Love" не попала в NZ Top 40 Singles Chart, но заняла четвёртое место в NZ Hot Singles Chart.[188]
61. ↑  "Hardest to Love" не попала в чарт Official UK Singles, но заняла 34 место в чарте Official UK Streaming.[189]
62. ↑  "Scared to Live" не попала в NZ Top 40 Singles Chart, но заняла третье место в NZ Hot Singles Chart.[188]
63. ↑  "Scared to Live" не попала в чарт Official UK Singles, но заняла 40 место в чарте Official UK Streaming.[189]
64. ↑  "Snowchild" не попала в чарт Official UK Singles, но заняла 41 место в чарте Official UK Streaming.[189]
65. ↑  "Escape from LA" не попала в чарт Official UK Singles, но заняла 50 место в чарте Official UK Streaming.[189]
66. ↑  "Faith" не попала в чарт Official UK Singles, но заняла 47 место в чарте Official UK Streaming.[189]
67. ↑  "Repeat After Me" не попала в Swedish Singellista Chart, но заняла восьмое место в Swedish Heatseeker Chart.[190]
68. ↑  "Repeat After Me" не попала в чарт Official UK Singles, но заняла 96 место в чарте Official UK Streaming.[189]
69. ↑  "Until I Bleed Out" не попала в Swedish Singellista Chart, но заняла 11 место в Swedish Heatseeker Chart.[190]
70. ↑  "Nothing Compares" не попала в NZ Top 40 Singles Chart, но заняла 32 место в NZ Hot Singles Chart.[191]
71. ↑  "Missed You" не попала в NZ Top 40 Singles Chart, но заняла 31 место в NZ Hot Singles Chart.[191]
72. ↑  "Off the Table" не попала в NZ Top 40 Singles Chart, но заняла четвёртое место в NZ Hot Singles Chart.[192]
73. ↑  "Off the Table" не попала в Swedish Singellista Chart, но заняла 16 место в Swedish Heatseeker Chart.[193]
74. ↑  "Off the Table" не попала в Official UK Singles Chart, но заняла 87 место в UK Singles Downloads Chart.[194]
75. ↑  "Dawn FM" не попала в UK Singles Chart, поскольку правила позволяют только трём песням одного исполнителя одновременно находиться в первой сотне чарта, но заняла 60 место в чарте Official UK Streaming.[135]
76. ↑  "Gasoline" не попала в NZ Top 40 Singles Chart, но заняла шестое место в NZ Hot Singles Chart.[134]
77. ↑  "Gasoline" не попала в UK Singles Chart, поскольку правила позволяют только трём песням одного исполнителя одновременно находиться в первой сотне чарта, но заняла 32 место в чарте Official UK Streaming.[135]
78. ↑  "A Tale by Quincy" не попала в UK Singles Chart, поскольку правила позволяют только трём песням одного исполнителя одновременно находиться в первой сотне чарта, но заняла 91 место в чарте Official UK Streaming.[135]
79. ↑  "Here We Go... Again" не попала в UK Singles Chart, поскольку правила позволяют только трём песням одного исполнителя одновременно находиться в первой сотне чарта, но заняла 59 место в чарте Official UK Streaming.[135]
80. ↑  "Best Friends" (Ремикс) не попала в NZ Top 40 Singles Chart, но заняла 28 место в NZ Hot Singles Chart.[195]
81. ↑  "Best Friends" не попала в UK Singles Chart, поскольку правила позволяют только трём песням одного исполнителя одновременно находиться в первой сотне чарта, но заняла 54 место в чарте Official UK Streaming.[135]
82. ↑  "Is There Someone Else?" не попала в NZ Top 40 Singles Chart, но заняла четвёртое место в NZ Hot Singles Chart.[134]
83. ↑  "Starry Eyes" не попала в UK Singles Chart, поскольку правила позволяют только трём песням одного исполнителя одновременно находиться в первой сотне чарта, но заняла 65 место в Official UK Streaming chart.[135]
84. ↑  "Every Angel Is Terrifying" не попала в Swedish Singellista Chart, но заняла девятое место в Swedish Heatseeker Chart.[196]
85. ↑  "Don't Break My Heart" не попала в Swedish Singellista Chart, но заняла второе место в Swedish Heatseeker Chart.[196]
86. ↑  "Don't Break My Heart" не попала в UK Singles Chart, поскольку правила позволяют только трём песням одного исполнителя одновременно находиться в первой сотне чарта, но заняла 92 место в чарте Official UK Streaming.[135]
87. ↑  "I Heard You're Married" не попала в UK Singles Chart, поскольку правила позволяют только трём песням одного исполнителя одновременно находиться в первой сотне чарта, но заняла 67 место в Official UK Streaming chart.[135]
88. ↑  "Phantom Regret by Jim" не попала в Swedish Singellista Chart, но заняла 20 место в Swedish Heatseeker Chart.[196]